# Gadirtha uniformis
Gadirtha uniformis är en fjärilsart som beskrevs av W. Warren 1913. Gadirtha uniformis ingår i släktet Gadirtha och familjen trågspinnare. Inga underarter finns listade i Catalogue of Life.